# ایو گری
ایو گری (انگلیسی: Eve Gray؛ ۲۷ نوامبر ۱۹۰۰ – ۲۳ مهٔ ۱۹۸۳) بازیگر اهل بریتانیا بود. وی بین سال‌های ۱۹۲۷ تا ۱۹۵۱ میلادی فعالیت می‌کرد.
از فیلم‌ها یا برنامه‌های تلویزیونی که وی در آن نقش داشته است می‌توان به مستأجر: داستان لندن مه‌آلود و کسب‌وکار حسابی اشاره کرد.